# Marie-Josée Ta Lou
Gonezie Marie-Josée Dominique Ta Lou (Bouaflé, 18 de noviembre de 1988) es una deportista marfileña que compite en atletismo, especialista en las carreras de velocidad.
Ganó tres medallas en el Campeonato Mundial de Atletismo, en los años 2017 y 2019, y una medalla de plata en el Campeonato Mundial de Atletismo en Pista Cubierta de 2018.
Participó en dos Juegos Olímpicos de Verano, ocupando el cuarto lugar en Río de Janeiro 2016 (100 m y 200 m) y el cuarto en Tokio 2020 (100 m).
Fue la abanderada de su Costa de Marfil en las ceremonias de apertura de los Juegos de Tokio 2020 y París 2024 (en ambas ocasiones junto con el jugador de taekwondo Cheick Sallah Cissé).

## Palmarés internacional
| Campeonato Mundial                   | Campeonato Mundial       | Campeonato Mundial | Campeonato Mundial |
| Año                                  | Lugar                    | Medalla            | Prueba             |
| ------------------------------------ | ------------------------ | ------------------ | ------------------ |
| 2017                                 | Londres (Reino Unido)    | Medalla de plata   | 100 m              |
| 2017                                 | Londres (Reino Unido)    | Medalla de plata   | 200 m              |
| 2019                                 | Doha (Catar)             | Medalla de bronce  | 100 m              |
| Campeonato Mundial en Pista Cubierta |                          |                    |                    |
| Año                                  | Lugar                    | Medalla            | Prueba             |
| 2018                                 | Birmingham (Reino Unido) | Medalla de plata   | 60 m               |